# Philipp von Ingelheim
Philipp von Ingelheim († 2. Juli 1431 bei Bulgnéville) war ein deutscher Ritter aus Ingelheim. Er fiel bei einer Hilfsaktion des Pfalzgrafen Ludwig III. für René d’Anjou im lothringischen Erbfolgekrieg am 2. Juli 1431 bei Bulgnéville. Sein figürliches Epitaph in der Burgkirche zu Ingelheim ist von herausragender Qualität unter den dortigen spätmittelalterlichen Epitaphien.

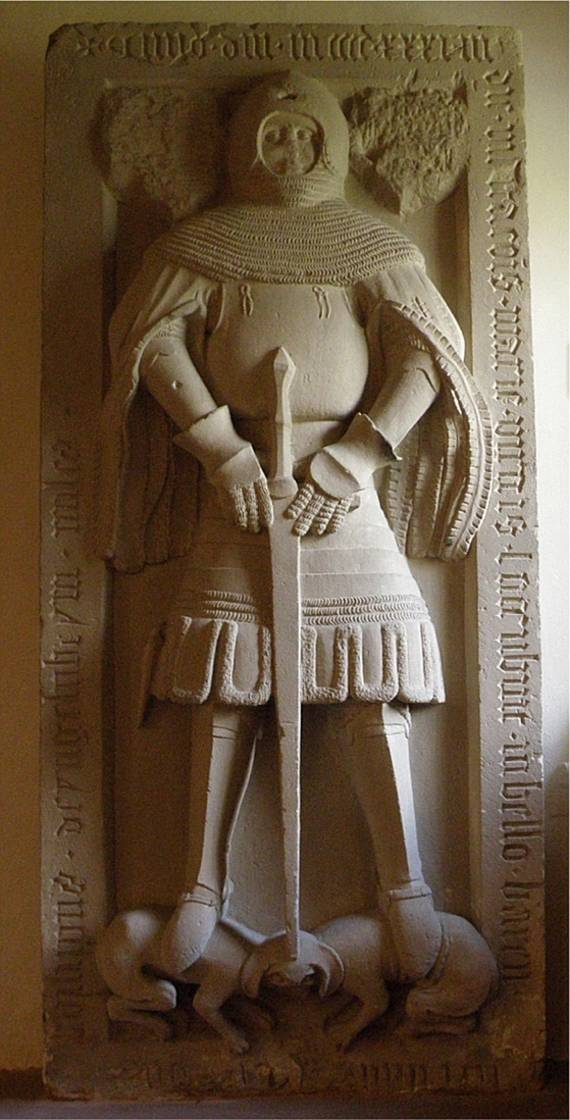
Epitaph des Ritters Philipp von Ingelheim in der Burgkirche zu Ingelheim

## Leben
Philipp entstammte dem Adelsgeschlecht derer von Ingelheim. Er war Sohn des gleichnamigen Philipp von Ingelheim und einer Vertreterin des Geschlechtes Hut von Sonnenberg.
Seine Ehefrau Mia Werberg von Lindenfels entstammte einer einflussreichen rechtsrheinischen Adelsfamilie. Sie und beider Sohn Hans von Ingelheim sind ebenfalls mit herausragenden Epitaphien in der Burgkirche vertreten.

## Todesumstände
Philipp starb in den Kämpfen um das lothringische Erbe zwischen dem Herzog von Bar, René von Provence und Anjou, und dem Grafen Antoine von Vaudémont. An Philipps Tod erinnert ein hervorragend gearbeitetes Epitaph in der Burgkirche in Ingelheim.

### Erbstreitigkeitskämpfe des Adels
Der Besitz von Bar und Pont-à-Mousson war an den Kardinal Ludwig von Bar, Bischof von Verdun, gekommen und sollte an seinen Neffen René von Provence und Anjou kommen. Für Lothringen, welches mit Bar in endlosem Streit lag, konnte es keine glücklichere Abrundung geben.
Dieser Regelung widersetzte sich der Brudersohn, Graf Antoine von Vaudémont, der die weibliche Erbfolge nicht anerkannte.
Er überzog nach dem Tode Karls von Lothringen den jungen René mit Fehde, fiel in Bar ein und setzte sich im südlichen Lothringen fest. Pfalzgraf Ludwig III. bei Rhein schickte einige Hundert pfälzische Ritter dem Herzog René zu Hilfe, darunter Philipp von Ingelheim.

### Schlacht bei Bulgnéville
Am 2. Juli 1431 kam es bei Bulgnéville zur Schlacht. Auf Drängen des Grafen Robert III. von Saarbrücken-Commercy und gegen den Rat seines Truppenführers Barbazan begann Herzog René einen übereilten Angriff gegen verschanzte Stellungen der Burgunder, die die anstürmenden Lothringer mit einem Hagel von Pfeilen und Kanonenschüssen empfingen. Dadurch ging die Schlacht trotz zahlenmäßiger Übermacht für René verloren. 1700 bis 2500 Männer sollen dabei gefallen sein, fast alle auf Lothringer Seite. Darunter waren auch zahlreiche Pfälzer Ritter wie Philipp von Ingelheim. Ebenfalls fiel der Truppenführer Barbazan. René ging in Gefangenschaft, aus der er erst 1437 durch Zahlung eines hohen Lösegeldes befreit wurde.

## Mittelalterliche Totenklage
Philipp von Ingelheims Tod und der der anderen deutschen Ritter aus den Häusern Dalberg, Handschuchsheim und Montfort, denen man ritterliche Tugend und Ehre nachsagte, ist von dem Mainzer Dichter Bernkopf (alias Frauenzucht) besungen worden.
Aber wil ich heben an

min sinne sint mir gestellet

vil ritter und knecht sind erslan,

das höre ich im lande san,

und auch mir nit wol gefellet

vil ritter und knecht ligent tot,

erslagen und erschoßen,

owe der jemerlicher not!

so sicht man maniges wenglin rot

mit trehen überfloßen

[…]

Je mere muß er ruwen mich

der von Dalberg der frume

ein edler Ritter tugendlich,

got teil mit im sin himelrich!

er was der ern ein blume.

Her Heinrich do von Horschersheim

het lob und pris erworben,

er streit in ritterlicher wat;

er bleib dar uf der Walstat

mit seinem baner gestorben

Her Philipps do von Ingelheim

den schaden muß ich klage

er hat tugend und eren vil

er streit in ritterlichem zil

von dem ich noch wil sagen.

Er streit sich eime helde glich

von dem ich hie  will singen:

Von Montfort edler Friderich

er furt sin streich gar ritterlich

daß man sie horte klingen

[…]
In der 25. und letzten Strophe bedauert der Sänger den unglücklichen Zug nach Lothringen, da es für die Ritter sicherlich ehrenvoller gewesen wäre, gegen die Hussiten zu Felde zu ziehen.